# Grönelid
Grönelid este o arie protejată (arie specială de conservare — SAC, sit de importanță comunitară — SCI) din Suedia întinsă pe o suprafață de 14,9 ha, integral pe uscat.

## Localizare
Centrul sitului Grönelid este situat la coordonatele 58°44′20″N 14°31′47″E / 58.7389°N 14.5297°E.

## Înființare
Situl Grönelid a fost declarat sit de importanță comunitară în iunie 2001 pentru a proteja 1 specie de animale. Situl a fost protejat și ca arie specială de conservare în martie 2011.

## Biodiversitate
Situată în ecoregiunea boreală, aria protejată conține 2 habitate naturale: Formațiuni ierboase bogate în specii de Nardus, dezvoltate pe substraturi silicioase în zone montane (și în zone submontane, în Europa continentală), Pajiști fino-scandinave uscate până la mezice, bogate în specii de altitudine mică.
La baza desemnării sitului se află o specie protejată de  amfibieni: triton cu creastă (Triturus cristatus).